# Apollonia (helgon)
För andra betydelser, se Apollonia (olika betydelser).
Apollonia (Apolline; grekiska: Ἀπολλωνία, koptiska: Ϯⲁⲅⲓⲁ Ⲁⲡⲟⲗⲗⲟⲛⲓⲁ), död cirka 249 i Alexandria under kejsar Decius förföljelse, var en diakonissa, jungfru och martyr. Hon vördas som helgon i Romersk-katolska kyrkan, med minnesdag den 9 februari. Hon är tandläkarnas skyddshelgon. Apollonia anropades under medeltiden mot tandvärk.

## Biografi
Apollonia vägrade att avsäga sig sin kristna tro, och fick tänderna utdragna innan hon brändes på bål. Hennes attribut i bildkonsten är därför en tång. Hon återfinns på ett flertal medeltida kalkmålningar i Danmark och Skåne, till exempel i Roskilde domkyrka och i Bosjöklosters kyrka.
År 1582 uppfördes en kyrka, Sant'Apollonia, åt Apollonia i närheten av basilikan Santa Maria in Trastevere i Trastevere i Rom. Den revs dock 1888, men kyrkans namn lever kvar i torgets namn, Piazza di Sant'Apollonia.

## Bilder
| - Den heliga Apollonias martyrium. Kloster Heilsbronn i Bayern. - Ostensorium med en av den heliga Apollonias tänder. Portos katedral i Portugal. - Den heliga Apollonia. St.-Nikolai-Kirche i Stralsund. |